# Лагос (држава)
Лагос је једна од савезних држава Нигерије. Налази се у југозападном делу земље, а главни град државе је доскора био истоимени град Лагос, а сада је Икеџа, северније од Лагоса.
Држава Лагос је формирана 1967. године. Заузима површину од 3.577 km² и има 9.019.534 становника (подаци из 2006). 